# Michel Ney
Michel Ney (n. 10 ianuarie 1769 — d. 7 decembrie 1815), duce de Elchingen, prinț de Moscova, a fost un general, mareșal și pair al Franței, care s-a remarcat în mod deosebit timpul războaielor napoleoniene. Soldat deosebit de curajos, Ney a participat la majoritatea campaniilor napoleoniene, a luptat cu bravură la bătălia de la Waterloo, sfârșind prin a fi condamnat și executat de represiunea regalistă franceză.

## Carieră

### Războaiele Revoluției
Viitorul mareșal și-a început cariera alăturându-se unui escadron de husari, în 1787, după ce a hotărât că viața ca simplu funcționar nu era pentru el. Avansând lent în ierarhia militară, Ney a participat la Războaiele revoluționare franceze, fiind aghiotant al generalului Lamarche între 1792 - 1794. Ales căpitan, trece la „Armata Rinului” și își câștigă un oarecare renume datorită caracterului său neînfricat, a carismei și a capacității de antrena oamenii spre foc. General de brigadă în august 1796 și general de divizie din martie 1799, după capturarea orașului Mannheim, este apoi în „Armata Elveției” a lui Masséna și apoi în cea „a Rinului” a lui Moreau, participând la importanta bătălie de la Hohenlinden, unde joacă un rol decisiv.

### Campania din 1805 din Germania
Din momentul în care i-a fost prezentat lui Bonaparte, în 1800, Ney și-a legat practic destinul de cel al viitorului Împărat, pe care îl va servi cu loialitate și curaj inegalabil în zeci de bătălii, fiind cel mai de marcă reprezentant al ofițerilor „Armatei Rinului” care se raliază total regimului, în contrast cu celebrii Moreau și Pichegru. După o scurtă misiune diplomatică ca ministru plenipotențiar în Republica Helvetică, Ney a revenit în Franța și a fost inclus pe lista inițială a mareșalilor imperiului (1804). În timpul campaniei din 1805, Ney s-a remarcat ca fiind unul dintre cei mai bravi comandanți militari, câștigând bătălia de la Elchingen și contribuind la victoria de la Ulm. Apoi, păstrând comanda Corpului VI al Marii Armate, Ney nu a participat la bătălia de la Austerlitz, fiind ocupat cu operațiunile împotriva Arhiducelui Ioan de Austria în cadrul insurecției tiroliene.

### Campania din Prusia și Polonia
În timpul campaniilor din Prusia (1806) și Polonia (1807), Ney și Corpul VI de armată au fost mai tot timpul în prim plan: la Jena, Ney a sosit pe câmpul de bătălie în jurul amiezii și a atacat precipitat, fără a fi primit ordin de la Împărat, surprinzând total armata prusacă, care apoi reușește să îl izoleze. Salvat de intervenția lui Lannes, Ney se revanșează apoi spre lăsarea serii, când conduce atacul decisiv, făcând un număr mare de prizonieri. După bătălie, Mareșalul avansează cu îndrăzneală și cucerește Erfurt, Magdeburg și Thorn, înainte de a lua parte la bătălia de la Eylau. Aici, Mareșalul a sosit spre seară, reușind să echilibreze situația și să îl oblige pe Benningsen să se retragă, odată cu lăsarea nopții. Se remarcă apoi pe 9 iunie la Guttstadt, unde reușește să blocheze cu doar 14 000 de oameni întreaga armată rusă de 70 000 de oameni. Apoi, la Friedland meritele sale au fost extrem de apreciate: ținut inițial în rezervă, Împăratul îi ordonă în fine să atace și Ney o face cu atâta energie și curaj încât Împăratul exclamă „Omul ăsta e un leu!”

### Campania din peninsula iberică

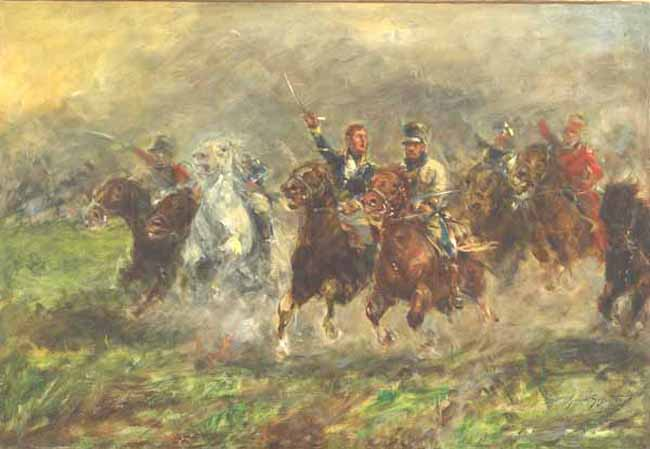
Mareşalul Ney şarjând în fruntea oamenilor săi.

În iunie 1808, este timis în Spania și Ney servește alături de alți Mareșali, sub autoritatea operațională a cărora este plasat, ceea ce îi rănește orgoliul. Mai întâi îl lasă pe Lannes să se bată singur la Tudela, apoi are un conflict cu Moncey și în fine se ceartă groaznic cu Soult, pe care îl acuză de trădare și față de care ajunge să nutrească o ură fățișă. Își părăsește postul fără permisiune și se întoarce în Franța, unde Împăratul îl admonestează, ordonându-i să se întoarcă la post. Ney o face dar fără tragere de inimă, tergiversând și ezitând să se implice în operațiuni. În 1810, Corpul VI este pus sub comanda mareșalului Masséna în cadrul campaniei din Portugalia. Deși a făcut minuni la comanda ariergărzii, ducele de Elchingen a avut dese neînțelegeri cu aghiotantul său, Jomini, cu generalul Drouet d'Erlon și mai ales cu Masséna, acesta din urmă văzându-se obligat să îl destituie, într-un final, pentru insubordonare.  

### Campania din Rusia, a Șasea Coaliție
În 1812, mareșalul Ney a participat la funesta campanie din Rusia, cea care avea însă să îi aducă un renume răsunător, cât și un titlul princiar. La comanda Corpului III al Marii Armate, Mareșalul duce de Elchingen manevrează mai întâi cu pasivitate, mai ales la Valutina, dar apoi se acoperă de glorie la Smolensk și Moskova, apoi a condus ariergarda franceză, în timpul „teribilei retrageri”, fiind eroul acestei disperate operațiuni. Prinț de Moskova de pe 25 martie 1813, Mareșalul Ney a participat la campaniile celei de-a Șasea Coaliții, în Saxonia, luptând în bătăliile de la Lützen și Bătălia de la Bautzen dar fiind învins apoi la Dennewitz. Luptă apoi cu curaj la Leipzig, unde este rănit. Se întoarce în Franța pentru a se vindeca și apoi participă cu distincție la cele mai multe dintre bătăliile și campaniei din Franța, fiind rănit de mai multe ori, din cauza obiceiului său de a-și conduce oamenii din prima linie. Apoi participă la negocierile cu Aliații dar după defecțiunea Mareșalului Marmont și ocuparea Parisului de către trupele ruse, Ney este personajul central în determinarea abdicării lui Napoleon. 

### Restaurația și „cele o sută de zile”
Pe 11 aprilie 1814, Ney se întâlnește cu contele d'Artois, revenit din exil pentru a pregăti urcarea pe tron a fratelui său, Ludovic al XVIII-lea iar cu această ocazie prințul de Moskova își semnalează ralierea la noul regim, spunând: „Alteța Voastră Regală și Maiestatea Sa vor vedea cu ce fidelitate și cu ce devotament vom ști să ne servim regele legitim!”

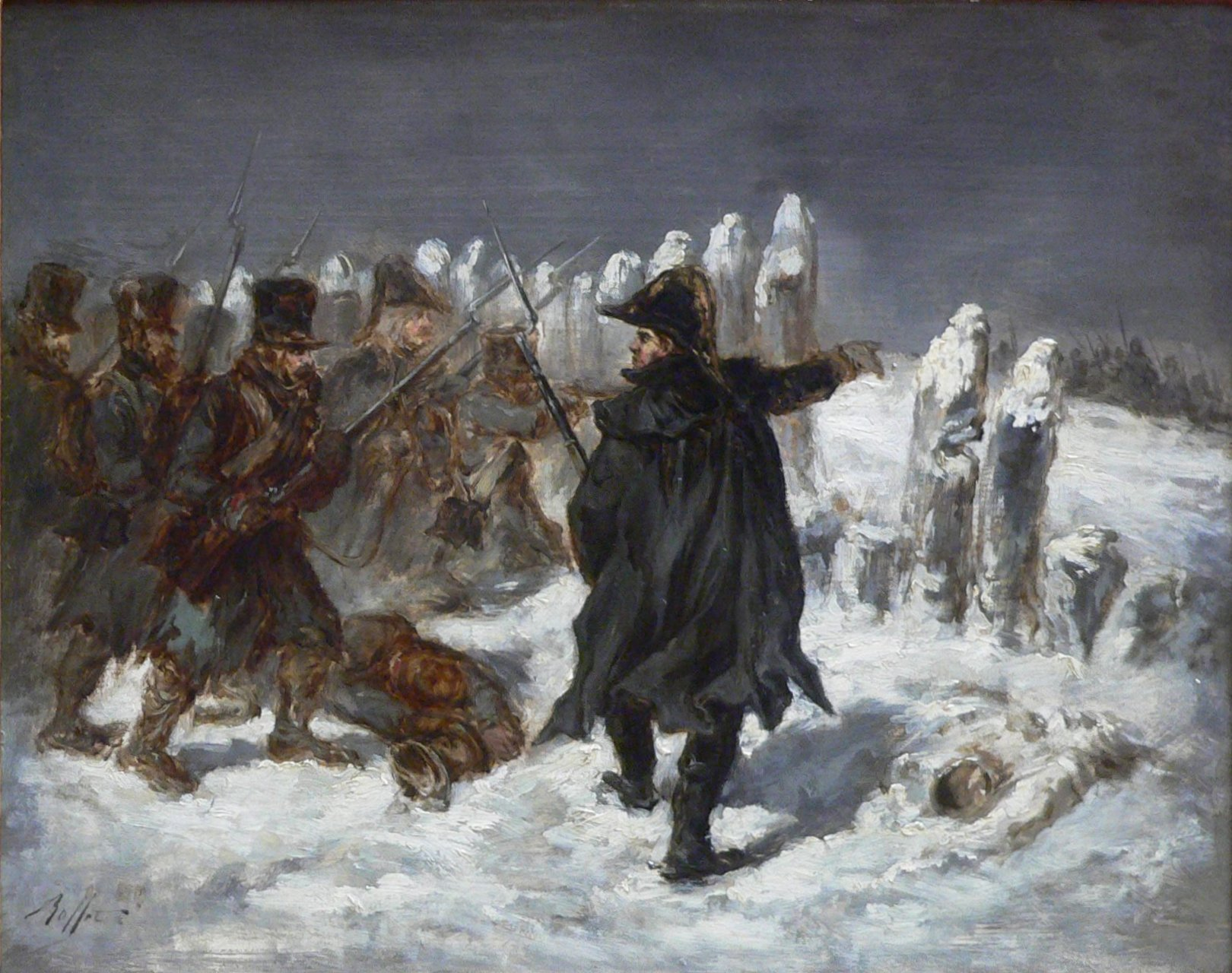
Mareşalul Ney conducându-şi oamenii în iarna lui 1812.

Pe 6 martie 1815, după debarcarea lui Napoleon în sudul Franței, Ney a fost convocat și însărcinat de Ministrul de Război Soult să ia comanda unor trupe și să se opună înaintării Împăratului. Mareșalul Ney nu numai că a acceptat dar a cerut o audiență la rege și, în fața acestuia, a ținut să promită cu exaltare că îl va „aduce pe uzurpator într-o cușcă de fier”. Cu toate acestea, văzând că Împăratul înaintează fără să întâmpine opoziție și că orașe și unități întregi i se alătură, Mareșalul de Moskova începe să ezite. Pe 18 martie, Napoleon îi scrie în acești termeni: „Veniți la Chalon să să alăturați mie. Vă voi întâmpina ca în ziua de după Moskova” iar Ney, în loc să se retragă pe pământurile sale, după cum făcuse într-o situație similară Mareșalul Oudinot, ține o cuvântare insultătoare la adresa Bourbonilor și se raliază Împăratului. Acesta îi păstrează încă o vie ranchiună pentru episodul abdicării de la Fontainebleau și îl cheamă doar în ultimul moment pentru campania din 1815, oferindu-i aripa stângă a armatei franceze. Pe 16 iunie, Ney câștigă o victorie la limită împotriva lui Wellington la Quatre Bras, unde îi este imputabil modul ezitant și întârziat cu care a declanșat atacul și mai ales ordinul de a rechema corpul generalului Drouet d'Erlon, care ar fi trebuit să desăvârșească victoria Împăratului asupra prusacilor la Ligny, într-o bătălie ce s-a dat în același timp. Două zile mai târziu, Ney a jucat un rol deloc convingător în bătălia de la Waterloo, angajând fără ordin o serie de atacuri precipitate de cavalerie, necoordonate cu infanteria și artileria. Spre seară conduce apoi cu bravură atacul „Vechii Gărzi”, iar când înfrângerea devine inevitabilă, încearcă să se lase ucis.

## Procesul și execuția Mareșalului
După a doua restaurație a Bourbonilor, Ney a fost judecat pentru trădare de un tribunal format din Mareșali, dar a subliniat că este pair al Franței și a cerut să fie judecat de un tribunal format din egalii săi. Tribunalul Mareșalilor s-a declarat incompetent să judece cauza iar Camera Pairilor a decis condamnarea sa la moarte pentru trădare. Membri ai Camerei Pairilor erau și o serie de mareșali, dintre care unii au refuzat vehement să îl judece pe Ney iar alții (Marmont, Pérignon, Sérurier, Victor, Kellermann) au fost de acord și au votat condamnarea la moarte. 
În ciuda apelurilor eroice pe care le-au făcut unii dintre notabilii vremii - Moncey, decanul de vârstă al mareșalilor, Davout, ministru de război în timpul celor „100 de zile”, Mortier, Talleyrand - regele a refuzat grațierea. Execuția a avut loc în piața pariziană l'Observatoire, nu departe de locul unde se află astăzi o impozantă statuie a Mareșalului (foto). I s-a acordat dreptul de a spune câteva cuvinte înainte de moarte și de a ordona el însuși plutonului de execuție. Este înmormântat la Cimitrul Père Lachaise din Paris, în zona Avenue Masséna, alături de mai mulți mareșali francezi. Numele său este, bineînțeles, înscris pe Arcul de Triumf din Paris.

## Napoleon despre Ney
| “            | Pe cât este de brav, pe atât este de slab și excesiva sa ambiție îi întunecă gândirea. Ney este cel mai brav dintre oameni, dar la asta se rezumă toate calitățile sale. | ” |
| — Napoleon I | |   |

| “                          | Ney era admirabil pentru bravura sa, pentru determinarea cu care conducea o retragere; era bun pentru a conduce 10 000 de oameni, dar în rest era complet abrutizat. | ” |
| — Napoleon pe Sfânta Elena | |   |

| “                                                       | Pe cât de puternic atacat, pe atât de prost apărat, Ney a fost condamnat de Camera pairilor în ciuda unei capitulări sacre. L-au lăsat să fie executat, ceea ce a fost o altă greșeală: din acel moment, au făcut din el un martir... Grațierea lui Ney nu ar fi fost decât o dovadă a forței guvernului și a moderației prințului... | ” |
| — Napoleon pe Sfânta Elena, despre procesul Mareșalului | |   |